# コンパ
コンパとは、仲間と親睦を深めるための集まりのこと。
主に日本の学生や若者の使う俗語で、語源はドイツ語: Kompanie、英語: company、フランス語: compagnieなどに由来する。
コンパには、合コン（合同コンパニー）、新歓コンパなどの種類がある。

## 歴史
明治期に学生・書生の風俗が確立すると、同じ寮やクラスなどに属する者が互いに親睦を深めるために飲食をともにする習慣が生まれた。生方敏郎『明治大正見聞史』の81、85頁には、お金を出し合ってパンや餅菓子、焼き芋を買って食べながら歓談する「コンパニー」という集まりが記されている。
1950年代には「コンパ」という名称のパブが流行した。
近年、コンパ中の一気飲みや飲酒の強要による死亡事件が発生している。2006年（平成18年）、熊本大学医学部漕艇部での急性アルコール中毒死事件に対し、福岡高裁による安全配慮義務に違反しているという被害者側の逆転勝訴判決（一審の熊本地裁では被害者側敗訴）が下され、一気飲みに対する有罪の判例ができた。